# روبرت إدواردز كارتر ستيرنز
روبرت إدواردز كارتر ستيرنز (بالإنجليزية: Robert Edwards Carter Stearns)‏ هو عالم حيوانات أمريكي، ولد في 1 فبراير 1827 في بوسطن في الولايات المتحدة، وتوفي في 27 يوليو 1909.